# Ratna du Népal
Ratna, née le 19 août 1928, épouse de Mahendra, est reine consort du Népal de 1955 à 1972.

## Biographie
La sœur aînée de Ratna, la princesse héritière Indra, épouse le prince héritier Mahendra en 1940 mais elle meurt en 1950. Deux ans plus tard, Ratna épouse Mahendra,. Mahendra a déjà trois fils et trois filles avec Indra. Ratna devient reine consort après la mort du père de Mahendra, le roi Tribhuvan, en 1955. Le roi Mahendra et la reine Ratna n'ont pas d'enfants. En 1972, le roi Mahendra est victime d'une crise cardiaque mortelle alors qu'il chassait dans le parc national de Chitawan. Son fils aîné, le prince Birendra, lui succède.
Le 1er juin 2001, lors du massacre de la famille royale, Ratna est présente avec sa belle-sœur, la princesse Helen Shah, dans une antichambre ; elles survivent. Les deux femmes entendent des coups de feu mais ne les prennent pas au sérieux. Quelques minutes plus tard, le prince Paras vient leur dire que le prince héritier Dipendra a tiré sur l'assemblée, notamment sur le roi. Dipendra est déclaré roi alors que son prédécesseur Birendra est encore dans le coma. Ratna aurait refusé de voir son corps inconscient.
La monarchie népalaise est abolie en 2008 après les élections de l'Assemblée constituante. La famille royale doit quitter les palais où ses membres résident, à l'exception de la reine Ratna. Le roi Gyanendra prend des dispositions pour que sa belle-mère et sa tante, malades, puissent séjourner dans un palais de Narayanhiti. Le gouvernement républicain confisque toutefois plusieurs résidences que le roi avait fait construire à son épouse.
Le 24 août 2016, l’Autorité népalaise d’électricité coupe l’alimentation électrique de la demeure de l'ancienne reine, en raison d’une facture impayée. Le gouvernement finit par rétablir le courant.
Le 5 mars 2019, la reine Ratna est hospitalisée à l'hôpital Norvic en raison d'une toux et d'une grippe persistantes. Le 1er septembre 2022, elle est opérée.

## Hommages
Plusieurs infrastructures lui rendent hommage : 
- Ratna Park (Népal)
- Ratna Highway (en) (Népal)